# Detector a ionização de gás
Na física de partículas um detector a ionização de gás é um dispositivo que revela a presença de partículas como a energia cinética. Se uma partícula que passa através de um gás tem energia suficiente para a ionizar produz um traço electrónico ao longo da sua trajectória . Esse sinal pode ser recolhido usando um campo eléctrico, que faz migrar os elétrons em direcção do ânodo, e os íons para o cátodo. A carga medida em alguns casos é proporcional à energia da partícula.
Os três géneros principais dos detector a ionização de gás são os do tipo  : câmara de ionização, contador proporcional a gás e contador Geiger-Müller.